# Galegeae
Tribu
Synonymes
- Astragaleae (DC.) Dumort[2]
- Carmichaelieae Hutch.[2]

Les Galegeae sont une tribu de plantes à fleurs dicotylédones de la famille des Fabaceae, sous-famille des Faboideae, originaire des régions tempérées, principalement d'Eurasie et d'Amérique du Nord, qui compte une vingtaine de genres et environ 3000 espèces.

## Liste des genres
Selon NCBI (14 août 2018) :
- Astragalus L., 1753
- Barnebyella Podlech
- Biserrula L.
- Carmichaelia R.Br., 1825
- Clianthus Sol. ex Lindl., 1835
- Colutea L.
- Eremosparton Fisch.& C.A.Mey.
- Erophaca Boiss.
- Galega L., 1753
- Glycyrrhiza L.
- Lessertia DC.
- Montigena Heenan, 1998
- Oreophysa (Bunge ex Boiss.) Bornm.
- Oxytropis DC., 1802
- Phyllolobium Fisch., 1819
- Smirnowia Bunge, 1876
- Sphaerophysa DC., 1825
- Sutherlandia R.Br.ex W.Aiton & W.T.Aiton
- Swainsona Salisb.